# Dawidy (powiat łosicki)
Dawidy – wieś sołecka w Polsce położona w województwie mazowieckim, w powiecie łosickim, w gminie Olszanka.
Wierni Kościoła rzymskokatolickiego należą do parafii św. Jana Chrzciciela w Hadynowie lub do parafii  Nawiedzenia Najświętszej Maryi Panny w Bejdach.
Wieś duchowna położona była w 1795 roku w ziemi mielnickiej województwa podlaskiego. W latach 1975–1998 miejscowość należała administracyjnie do województwa bialskopodlaskiego.